# Bernt Johansson
Bernt Harry Johansson (nascido em 18 de abril de 1953) é um ex-ciclista sueco que competia em provas de estrada.

## Carreira
Em 1977, Johansson se profissionalizou e competiu até 1981. Um competidor nos Jogos Olímpicos de Verão de 1972, ele representou seu país, Suécia; mais uma vez nos Jogos Olímpicos de Verão de 1976 em Montreal, no Canadá, onde foi o vencedor e recebeu a medalha de ouro na prova de estrada individual masculina. Também fez parte da equipe sueca que terminou em sétimo lugar nos 100 km contrarrelógio por equipes. Pelo seu bom desempenho, Johansson foi premiado com a Medalha de Ouro do Svenska Dagbladet no mesmo ano, juntamente com o atleta de pista e campo Anders Gärderud, que conquistou o ouro nos 3000 metros com obstáculos em Montreal.